# Eye in the Sky
Pour l'album de The Alan Parsons Project, voir Eye in the Sky (album).
Pour plus de détails, voir Fiche technique et Distribution.
Eye in the Sky (Les yeux dans le ciel au Québec) est un thriller britannique réalisé par Gavin Hood, sorti en 2015.

## Synopsis
Le colonel Katherine Powell (Helen Mirren), officier du service d'espionnage, est placée aux commandes d'une opération top-secrète impliquant plusieurs nations. Un groupe de terroristes réfugié à Nairobi doit être capturé ; les services secrets découvrent que le groupe prépare une attaque suicide. Le risque est imminent, il faut agir très vite pour stopper les terroristes coûte que coûte. Dans une base du Nevada, Steve Watts (Aaron Paul), pilote de drones, est prêt à intervenir pour éliminer la menace. Mais une petite fille entre dans la zone de tir. Entre lutte contre le terrorisme, dommages collatéraux et pressions politiques, quelle décision faut-il prendre ?

## Fiche technique
Sauf indication contraire, les informations mentionnées dans cette section peuvent être confirmées par la base de données cinématographiques IMDb,  présente dans la section « Liens externes ».
- Titre original : Eye in the Sky
- Titre DVD : Opération Eye in the Sky
- Titre québécois : Les yeux dans le ciel
- Réalisation : Gavin Hood
- Scénario : Guy Hibbert[1]
- Direction artistique : Johnny Breedt
- Décors : Patrick O'Connor
- Costumes : Ruy Filipe
- Montage : Megan Gill
- Musique : Paul Hepker et Mark Kilian
- Photographie : Haris Zambarloukos
- Son : William R. Dean
- Production : Ged Doherty, Colin Firth et David Lancaster
- Sociétés de production : Entertainment One, Moonlighting Films et Raindog Films
- Sociétés de distribution : Entertainment One (Royaume-Uni), UGC Distribution (France)
- Budget : 13 000 000 $[2]
- Pays d’origine : Royaume-Uni
- Langue originale : anglais
- Format : couleur - 2,35:1 - son Dolby numérique
- Genre : thriller, guerre
- Durée : 102 minutes
- Dates de sortie : 
  -  Canada : 11 septembre 2015 (festival international du film de Toronto 2015)
  -  États-Unis : 11 mars 2016
  -  Royaume-Uni : 8 avril 2016
  -  Belgique : 11 mai 2016
  -  France : 9 septembre 2016

## Distribution
- Helen Mirren (VF : Frédérique Tirmont ; VQ : Claudine Chatel) : Colonel Katherine Powell
- Aaron Paul (VF : Alexandre Gillet ; VQ : Philippe Martin) : Lieutenant Steve Watts
- Alan Rickman (VF : Michel Papineschi ; VQ : Jacques Lavallée) : Général Frank Benson
- Jeremy Northam (VF : Bruno Choël ; VQ : Tristan Harvey) : Brian Woodale
- Kim Engelbrecht (VF : Ingrid Donnadieu ; VQ : Pascale Montreuil) : Lucy Galvez
- Richard McCabe (VF : Thierry Kazazian ; VQ : Alain Zouvi) : George Matherson
- Iain Glen (VF : Patrick Béthune ; VQ : Pierre-Étienne Rouillard) : le secrétaire d'État des Affaires étrangères James Willett
- Babou Ceesay (VF : Namakan Koné ; VQ : Fayolle Jean Jr.) : Sergent Mushtaq Saddiq
- Barkhad Abdi (VF : Diouc Koma ; VQ : Martin Desgagné) : Jama Farah
- Lemogang Tsipa (VQ : Iannicko N'Doua) : Matt Levery
- Phoebe Fox [3] (VQ : Catherine Proulx-Lemay) : Carrie Gershon
- Monica Dolan (VQ : Julie Burroughs) : Angela Northman
- Carl Beukes : Sergent Mike Gleeson
- Gavin Hood (VQ : Patrick Chouinard) : Colonel Ed Walsh
- Daniel Fox (VF : François Santucci) : Tom Bellamy
- Laila Robins (VF : Danièle Douet) : Jillian Goldman

## Accueil

### Accueil critique
Le film a été très bien accueilli par la critique internationale, recueillant 94 % de critiques favorables sur la base de 218 critiques collectées, sur le site Rotten Tomatoes. Sur Metacritic, il obtient un score de 74, sur la base de 39 critiques collectées.
 En France, la presse est plus mitigée : Allociné donne la moyenne de 3/5 (sur 6 articles), Samuel Douhaire pour Télérama notant ainsi que « si le suspense, très efficace, joue un peu trop la carte émotionnelle du « dommage collatéral » (...), la description clinique de cette intervention militaire à distance et sur écrans est passionnante» alors que le Nouvel Observateur titre d'un cinglant « C'est raté »!